# Landschaftsschutzgebiet Lenne-Seitentäler zwischen Hundesossen und Latrop

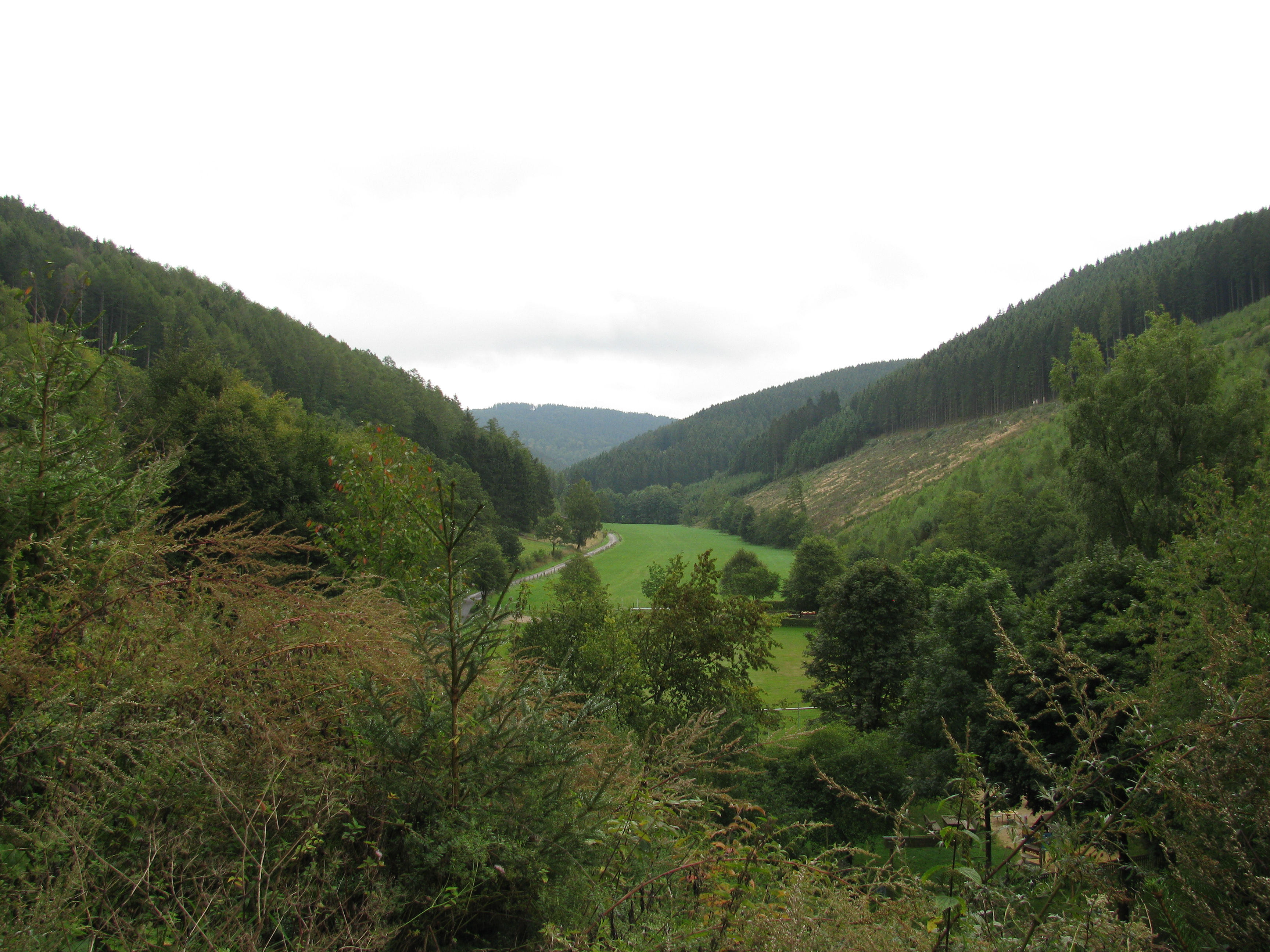
Blick in das Tal der Uentrop, die Talmitte gehört zum Landschaftsschutzgebiet „Lenne-Seitentäler zwischen Hundesossen und Latrop“, die Hänge links und rechts gehören zum Landschaftsschutzgebiet Schmallenberg Südost

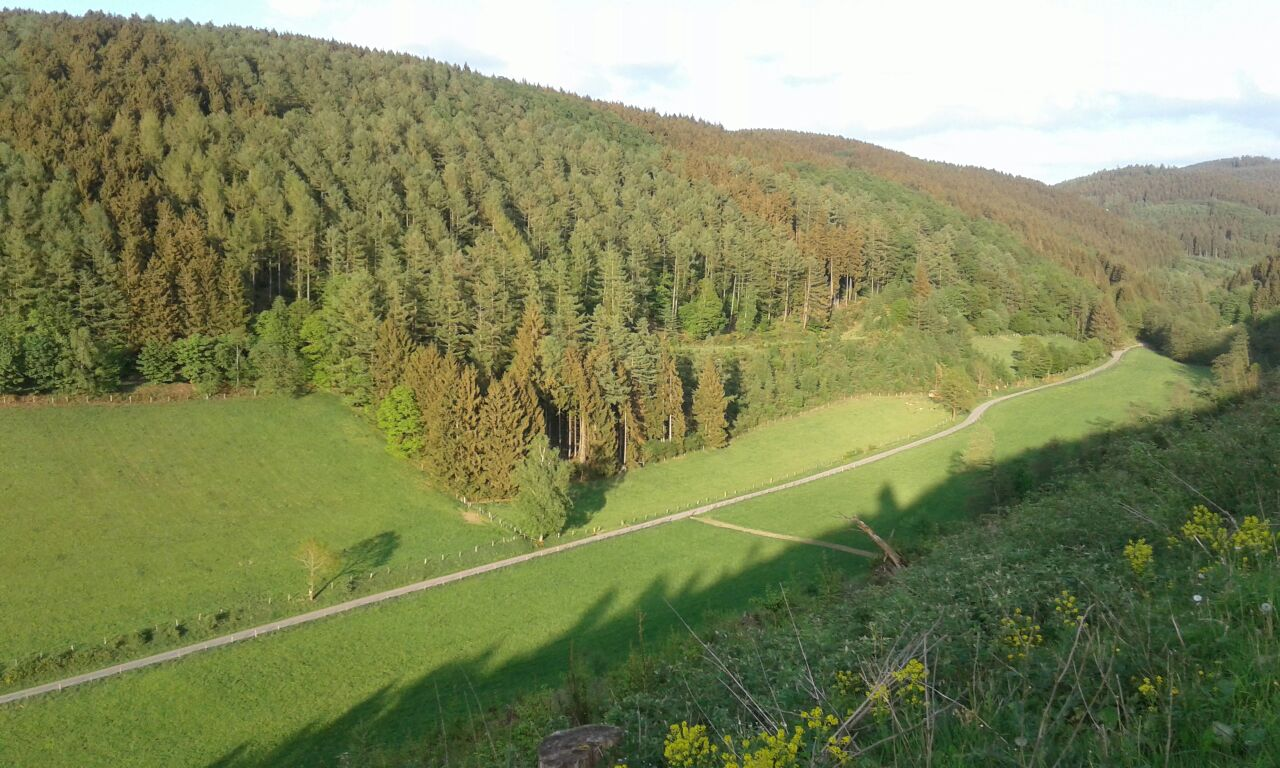
Grünland gehört zum LSG; Wald zum Landschaftsschutzgebiet Schmallenberg Südost

Das Landschaftsschutzgebiet Lenne-Seitentäler zwischen Hundesossen und Latrop mit 40,3 ha Größe liegt im Stadtgebiet von Schmallenberg. Das Gebiet wurde 2008 vom Kreistag des Hochsauerlandkreises mit dem Landschaftsplan Schmallenberg Südost als Landschaftsschutzgebiet (LSG) ausgewiesen.

## Beschreibung
Das LSG besteht aus elf Teilflächen zwischen Hundesossen und Latrop. Es handelt sich um die Lenne-Seitentäler Burbecke, Harbecker Siepen, Üntrop und Latrop. Neben den Bächen und Flüssen liegen Grünlandflächen im LSG.
Das Landschaftsschutzgebiet Lenne-Seitentäler zwischen Hundesossen und Latrop wurde als eines von 58 Landschaftsschutzgebieten vom Typ C, Wiesentäler und bedeutsames Extensivgrünland im Stadtgebiet von Schmallenberg, ausgewiesen. Wie in den anderen Landschaftsschutzgebieten vom Typ C in Schmallenberg besteht im LSG ein Umwandlungsverbot von Grünland und Grünlandbrachen in Acker oder andere Nutzungsformen. Eine Erstaufforstung und eine Anlage von Weihnachtsbaumkulturen ist verboten. Eine maximal zweijährige Ackernutzung innerhalb von zwölf Jahren ist erlaubt, falls damit die Erneuerung der Grasnarbe vorbereitet wird. Dies gilt als erweiterter Pflegeumbruch. Beim erweiterten Pflegeumbruch muss ein Mindestabstand von fünf Metern vom Mittelwasserbett eingehalten werden.

## Schutzzweck
Die Ausweisung erfolgte zur Ergänzung der Naturschutzgebiets-Ausweisung in den Talauen von Schmallenberg um ein Offenlandbiotop-Verbundsystem zu schaffen, damit Tiere und Pflanzen Wanderungs- und Ausbreitungsmöglichkeiten behalten, und dem Erhalt der Vorkommen geschützter Vogelarten sowie dem Schutz artenreicher Pflanzengesellschaften.